# Cal Blanc (Sant Martí d'Albars)
Cal Blanc és una masia de Sant Martí d'Albars (Lluçanès) inclosa a l'Inventari del Patrimoni Arquitectònic de Catalunya.

## Descripció
Masia de planta rectangular, feta de pedra vista sense treballar unida amb morter. Està coberta a dues aigües amb teula àrab. A la façana principal trobem una porta rectangular i al costat altre més petita, les dues estan fetes amb blocs de pedra ben treballada igual que les finestres, dues al primer pis i dues més petites al segon. Adossat a aquest edifici en trobem un altre destinat a habitatge el primer pis i corts a la planta baixa. Al costat, hi ha un edifici actualment usat com a pallissa.